# Zelenîi Hai, Huleaipole
Zelenîi Hai (în ucraineană Зелений Гай) este un sat în orașul raional Huleaipole din raionul Huleaipole, regiunea Zaporijjea, Ucraina.

## Demografie
Componența lingvistică a localității Zelenîi Hai
     Ucraineană (92,56%)
     Rusă (7,44%)
Conform recensământului din 2001, majoritatea populației localității Zelenîi Hai era vorbitoare de ucraineană (92,56%), existând în minoritate și vorbitori de rusă (7,44%).